# Martin Žižka
Martin Žižka (* 17. ledna 1974) je bývalý český fotbalista.

## Fotbalová kariéra
V české lize hrál za SK Hradec Králové. Nastoupil ve 3 ligových utkáních. Vítěz Českého poháru 1994/95. V nižších soutěžích hrál za SK Pardubice.

## Ligová bilance
| Ročník                            | Zápasy | Góly | Klub              |
| --------------------------------- | ------ | ---- | ----------------- |
| 1. česká fotbalová liga 1994/1995 | 3      | 0    | SK Hradec Králové |
| 2. česká fotbalová liga 1995/1996 | 1      | 0    | SK Pardubice      |
| CELKEM 1. liga                    | 3      | 0    |                   |